# Rolling Hills (Wyoming)
Rolling Hills – miasto w Stanach Zjednoczonych, w stanie Wyoming, w hrabstwie Converse.